# BEST DESTINY
『BEST DESTINY』（ベスト・デスティニー）は、日本のシンガーソングライター・加藤ミリヤのサンプリング楽曲のみを集めたコンピレーション・アルバム。2008年11月5日にSony Music Records内のレーベルMASTERSIX FOUNDATIONから発売された。2009年9月2日には、通常盤を完全生産限定盤として、高品質ディスクBlu-spec CD仕様の規格で再リリース。

## 概要
加藤ミリヤ誕生20歳を記念した、初の企画コンピレーション・アルバム。初回生産限定盤と通常盤の2形態でリリース。なお、初回生産限定盤に限っては現在、入手困難となっている。
アルバム・キャッチフレーズは「様々な音楽との『運命の出会い』」である。
本作品は2004年のデビューから2008年までにリリースされたサンプリングを用いた楽曲を収録（14曲中12曲）。シングルから6曲、カップリング曲から7曲、そして新録曲1曲として「愛が消えた日」を収録している。ジャマイカのダンスホールレゲエグループ・T.O.K.の「I Believe」をサンプリングしている。先行シングルの「SAYONARAベイベー/恋シテル」のうち「恋シテル」は楽曲、ミュージックビデオともにアルバム初収録となった。公式には掲載されていないが、全曲にリマスタリング音源が施されており、音質が向上している。
ベスト盤にほぼ近い内容だったが、2011年リリースの『M BEST』が初の公認ベストとなったため、本作はコンピレーションに類すると扱われる。

## チャート成績
デビューから5年目で初の首位を獲得。また、20歳4か月26日での1位獲得は、シンガーソングライターのベストアルバムとしては宇多田ヒカルのもっていた21歳3か月を抜く最年少記録である。

## 収録曲

### CD
1. 恋シテル Album Ver. (4:11)
作詞：Jarvis La Rue Baker、Sylvester Jackson、Narada Michael Walden、Shanice Wilson、Miliyah / 作曲：Jarvis La Rue Baker、Sylvester Jackson、Narada Michael Walden、Shanice Wilson、Miliyah / 編曲：Miliyah、 3rd Productions
  - 13thシングル『SAYONARAベイベー/恋シテル』 (両A面2曲目) アルバムヴァージョン
  - シャニースの楽曲「I Love Your Smile」をサンプリング。
  - アルバム初収録
2. このままずっと朝まで (4:04)
作詞：Anthony Kelly、Mark Wolfe、Steven Marsden、Wayne Passley、Miliyah / 作曲：Anthony Kelly、Mark Wolfe、Steven Marsden、Wayne Passley、Miliyah / 編曲：3rd Productions
  - 8thシングル『Eyes on you』カップリング曲
  - Tanto Metro & Devonteの楽曲「Everyone Falls In Love」をサンプリング。
  - テレビ東京系『流派-R』オープニング・テーマ、エンディング・テーマ
  - dwango「いろメロミックスDX」CMソング
3. ディア・ロンリーガール (3:27)
作詞：Takashi Matsumoto、Miliyah / 作曲：Kyouhei Tsutsumi、Miliyah / 編曲：Shingo.S
  - 3rdシングル表題曲
  - マーヴィン・ゲイの楽曲「Sexual Healing」、佐東由梨の楽曲「ロンリー・ガール」、ECDの楽曲「ECDのロンリーガール feat. K DUB SHINE」をサンプリング。
  - フジテレビ系『HEY!HEY!HEY! MUSIC CHAMP』エンディング・テーマ
  - ネット配信映画『ロンリーガール』主題歌
4. 19 Memories (5:49)
作詞：Tetsuya Komuro、Miliyah / 作曲：Tetsuya Komuro、Miliyah / 編曲：3rd Productions
  - 12thシングル表題曲
  - 安室奈美恵の楽曲「SWEET 19 BLUES」をサンプリング。
  - テレビ東京系『流派-R』オープニング・テーマ
  - dwango着うたCMソング
5. ジョウネツ (5:01)
作詞：UA、Miliyah / 作曲：Hirofumi Asamoto、Miliyah、Shingo.S / 編曲：3rd Productions
  - 4thシングル表題曲
  - UAの楽曲「情熱」をサンプリング。
6. 愛が消えた日 (4:36)
作詞：Jeff Pence、Emosia、Eliot Sloan、Miliyah / 作曲：Jeff Pence、Emosia、Eliot Sloan、Miliyah / 編曲： (ノークレジット)
  - 新録曲
  - T.O.K.、Blessid Union of Soulsの楽曲「I Believe」をサンプリング。
7. Better days -sweet love side- (4:41)
作詞：Miliyah / 作曲：Miliyah、童子-T、Shingo.S / 編曲：3rd Productions
  - 9thシングル『My Girl feat.COLOR』カップリング曲
  - 童子-T「better days feat. 加藤ミリヤ、田中ロウマ」名義で発表したシングルのソロバージョン。
8. for so long (4:48)
作詞：LISA、VERBAL、Taku、Miliyah / 作曲：LISA、VERBAL、Taku、Miliyah / 編曲： (ノークレジット)
  - 6thシングル『Last Summer』カップリング曲
  - m-floの楽曲「bee so long」をサンプリング（「for so long PART II」についても同様）。
  - アルバム初収録
9. So gooood (3:45)
作詞：RIP SLYME、Miliyah / 作曲：RIP SLYME、Miliyah / 編曲：3rd Productions
  - 7thシングル『I WILL』カップリング曲
  - RIP SLYMEの楽曲「One」をサンプリング。
  - アルバム初収録
10. 夜空 (3:49)
作詞：M.TAKESUE、Miliyah / 作曲：H.KON、Miliyah / 編曲：Shingo.S
  - 1stシングル『Never let go/夜空』 (両A面2曲目)
  - BUDDHA BRANDの楽曲「人間発電所」をサンプリング。
  - テレビ東京系『流派-R』8月度オープニング・テーマ
11. ONE DAY 〜夜空 Remix〜 / 加藤ミリヤ loves m-flo (5:21)
作詞：m-flo、Miliyah / 作曲：m-flo、H.KON、Miliyah / 編曲：m-flo
  - 4thシングル『ジョウネツ』カップリング曲
  - m-floの楽曲「ONE DAY」、1stシングル「夜空」をサンプリング。
12. for so long PART II (4:20)
作詞：m-flo、Miliyah / 作曲：m-flo、Miliyah / 編曲： (ノークレジット)
  - 6thシングル『Last Summer』カップリング曲
  - m-floの楽曲「bee so long」をサンプリング（「for so long」についても同様）。
  - アルバム初収録
13. ミシェル 〜愛のテーマRemix〜 (4:20)
作詞：Miliyah / 作曲：Yuji Oono / 編曲：3rd Productions
  - 7thシングル『I WILL』カップリング曲
  - 「ルパン三世 愛のテーマ」（1997年）をサンプリング。
  - 日本テレビ系アニメ『ルパン三世 セブンデイズ・ラプソディ』主題歌
  - アルバム初収録
14. FUTURECHECKA feat. SIMON, COMA-CHI＆TARO SOUL (4:38)
作詞：Miliyah、SIMON、COMA-CHI、TARO SOUL & Maurice White / 作曲：Miliyah、SIMON、COMA-CHI、TARO SOUL & Maurice White / 編曲：3rd Productions
  - 11thシングル『LALALA feat. 若旦那（湘南乃風）/ FUTURECHECKA feat. SIMON, COMA-CHI & TARO SOUL』(両A面2曲目)
  - ZEEBRA & DJ KEN-BOの楽曲「PARTEECHECKA」をサンプリング。
  - テレビ東京系『流派-R』オープニングテーマ

### 初回生産限定盤DVD
| #  | タイトル                                                        | 作詞 | 作曲・編曲 |
| -- | --------------------------------------------------------------- | ---- | ---------- |
| 1. | 「恋シテル -Music Video-」                                      |      |            |
| 2. | 「このままずっと朝まで -Music Video-」                          |      |            |
| 3. | 「ディア・ロンリーガール -Music Video-」                        |      |            |
| 4. | 「19 Memories -Music Video-」                                   |      |            |
| 5. | 「ジョウネツ -Music Video-」                                    |      |            |
| 6. | 「夜空 -Music Video-」                                          |      |            |
| 7. | 「FUTURECHECKA feat. SIMON, COMA-CHI＆TARO SOUL -Music Video-」 |      |            |